# The Conet Project
The Conet Project: Recordings of Shortwave Numbers Stations (укр. Проект Conet: записи короткохвильових номерних радіостанцій) — набір записів номерних радіостанцій, що складається з 4 CD-дисків випущений у 1997 році англійським лейблом звукозапису Irdial-Discs. Збірник засновано на праці любителя-дослідника номерних радіостанцій Акіна Фернандеса (англ. Akin Fernandez). Назва проекту походить від  чеського слова  konec , або "кінець", що означає кінець передачі на чехословацькій номерній станції.

## Вплив
Ці записи були використані деякими музикантами як семпли для своїх композицій. Наприклад, у піснях: «Pause» групи «Stereolab», «Even Less» групи «Porcupine Tree», «Even the Waves» («Chroma Key »), а також у різних піснях «Wilco» використовуються семпли з дисків «The Conet Project». Назва альбому «Wilco» «Yankee Hotel Foxtrot» — текст однієї з номерних радіопередач, використаний в музиці як семпли.
Пісня «Куля» українського метал-гурту АННА починається дещо зміненим записом із «The Conet Project» — 2251-2110-8105-2110-8105-2110